# Nekrotiserande fasciit
Nekrotiserande fasciit, sedan 1980-talet känd som "infektion med mördarbakterier" och “köttätande sjukdom”, är en livshotande mjukdelsinfektion med hög dödlighet och morbiditet. Bakteriernas toxiner förstör bindväv och muskelvävnad och infektionen kan inom loppet av några timmar orsaka irreversibla skador och utvecklas till blodförgiftning. För att den drabbade ska överleva måste infekterad vävnad omedelbart avlägsnas kirurgiskt samtidigt som behandling med antibiotika och intravenöst immunoglobulin (IVIG) ges.

## Symtom
De första symtomen är svullnad, rodnad och en mycket stark smärta, ofta beskriven som "pain out of proportion", det vill säga att smärtan patienten upplever och visar tecken till inte står i proportion till de i sjukdomens tidiga skede sparsamma yttre kliniska tecknen.

## Orsaker
Sjukdomen orsakas ofta av streptokocker, bland annat Streptococcus pyogenes, men också av Staphylococcus aureus, Clostridium perfringens, Bacteroides fragilis, Vibrio vulnificus och Aeromonas hydrophila.
Streptococcus pyogenes kan orsaka en mängd andra sjukdomar som inte leder till nekrotiserande fasciit, exempelvis halsfluss, toxic shock-syndrom, barnsängsfeber, reumatisk feber och akut glomerulonefrit.

## Behandling
Nekrotiserande fasciit behandlas med höga doser antibiotika och omedelbar kirurgi. Ofta består behandlingen även av intensivvård och tryckkammarbehandling (HBO).

## Incidens
Sjukdomen är mycket ovanlig och beskrevs först 1952. Enligt internationella studier är det frågan om 0,4 fall av sjukdomen per 100 000 invånare och år i västvärlden. Det finns dock tendenser till att sjukdomen ökat.